# المهمة ماجنو (فلم)
المهمة ماجنو (بالإنجليزية: Mission Majnu) هو فيلم تجسس وإثارة هندي صدر سنة 2023، من إخراج شانتانو باجشي، وإنتاج روني سكروفالا، عمار بوتالا وجاريما ميهتا. بطولة سيدهارث مالهوترا، تدور أحداث الفيلم قبل وأثناء الحرب الباكستانية الهندية 1971. يشارك في الأداور الداعمة للفيلم كل من راشميكا ماندانا، بارميت سيثي، شريب هاشمي، كومود ميشرا، وراجيت كابور.
واجه الفيلم تأخيرات عديدة، حيث كان من المقرر عرضه لأول مرة في دور العرض في 13 مايو 2022 ثم في 10 يونيو من نفس العام قبل أن يتم تأجيله إلى أجل غير مسمى. في نهاية المطاف، تم إلغاء العرض المسرحي للفيلم وتم إصداره مباشرة على نتفليكس في 20 يناير 2023.

## قصة الفيلم
في عام 1971، أمانديب «أمان» سينغ إي بي إس هو عميل سري نشط في وكالة الاستخبارات الهندية، وهو يعمل في باكستان كجاسوس تحت اسم مستعار هو طارق حسين. على طول الطريق، يقع أمان في حب نسرين حسين، فتاة عمياء، ويتزوجها. في مايو 1974، أجرت الهند اختبارها النووي الأول، مما دفع باكستان بشكل سري لبناء سلاح نووي خاص بها بمساعدة المهندس النووي عبد القدير خان.
خلال حملة الانتخابات العامة الهندية عام 1977، قامت رئيسة الوزراء أنديرا غاندي بتقييم الوضع من قبل رئيس الاستخبارات الهندية، آر إن كاو، ووجهته للعثور على موقع المنشأة النووية. تُكلِف الاستخبارات الهندية أمان بهذه المهمة. مدير أمان، شارما، يخبره بمهمته الجديدة بعنوان «مهمة ماجنو». وعلى طول الطريق، يلتقي أمان بعميلي الاستخبارات الهندية آخرين - أسلم عثمانيا ورامان سينغ (تحت اسم مستعار مولفي ساب)، اللذين يتمركزون في باكستان. ينجح أمان في جمع معلومات تشير إلى أن باكستان فعلاً تقوم بتصنيع سلاح نووي.
بعد الانتخابات العامة في الهند، تُشكل حكومة جديدة ويصبح زعيمها ورئيس الوزراء الجديد مورارجي ديساي، الذي يؤمن ببناء علاقات من خلال الدبلوماسية والوسائل السلمية، وهو ضد أي نوع من أنواع الحروب بما في ذلك التجسس وجمع المعلومات الاستخباراتية. يستقيل كاو للمحافظة على العملية في باكستان وإخفائها عن رئيس الوزراء. في هذه الأثناء، تستعد إسرائيل لشن هجوم على منشأة عسكرية في كويته، معتقدة بشكل خاطئ أنها منشأة لتصنيع الأسلحة النووية. ينجح أمان في تحديد موقع المنشأة النووية في كاهوتا، لكنه لا يستطيع جمع دليل مادي.
يكتشف شارما أن إسرائيل ستشن هجومًا على كويته خلال 48 ساعة. يعود أمان إلى كاهوتا ويقوم بجمع شعر من العسكريين العاملين في المنشأة النووية، ويقوم بإرساله سراً إلى الهند، حيث يتم اختباره ويتضح أنه يحتوي على كميات ضئيلة من الإشعاع، مشيرًا إلى وجود البلوتونيوم في كاهوتا. يتم إحباط هجوم إسرائيل على كويته. يتم الكشف عن الموضوع لدى ديساي بناءً على الأدلة الجديدة، حيث يقوم بالنظر في الشركاء الباكستانيين وعدم قدرتهم على الثقة. يبدأ جهاز المخابرات الباكستاني في مطاردة وقتل عملاء الاستخبارات الهندية السريين العاملين في باكستان، بما في ذلك زملاء أمان أسلم ورامان.
يحاول أمان الهروب إلى دبي مع نصرين الحامل، التي لا تعلم بأن عملاء الاستخبارات الباكستانية يطاردونهم. يلهم أمان عملاء الاستخبارات الباكستانية بما يكفي للسماح لنصرين بالصعود إلى الطائرة والمغادرة دون عوائق ولكنه يتم قتله في العملية. تهبط نصرين في دبي، حيث تلتقي بكاو في المطار وتقرأ رسالة من أمان تكشف عن هويته الحقيقية.

## طاقم التمثيل
- سيدهارث مالهوترا بدور أمانديب سينغ/طارق حسين
- راشميكا ماندانا بدور نسرين حسين
- بارميت سيثي بدور آر إن كاو
- كومود ميشرا بدور رامان سينغ/ مولفي ساب
- شريب هاشمي بدور أسلم عثمانيا
- ذاكر حسين بدور شارما
- مير ساروار بدور عبد القدير خان
- أشواث بهات بدور محمد ضياء الحق
- راجيت كابور بدور ذو الفقار علي بوتو
- أفيجيت دوت بدور مورارجي ديساي
- أفانتيكا أكيركار بدور أنديرا غاندي

## الإنتاج
تم الإعلان عن الفيلم في ديسمبر 2020. بدأ التصوير الرئيسي في فبراير 2021 في لكهنؤ وانتهى التصوير في سبتمبر 2021.

## وصلات خارجية
- مقالات تستعمل روابط فنية بلا صلة مع ويكي بيانات